# Blissus breviusculus
Blissus breviusculus är en insektsart som beskrevs av Barber 1937. Blissus breviusculus ingår i släktet Blissus och familjen Blissidae. Inga underarter finns listade i Catalogue of Life.